# Lluís Fernàndez i López
Lluís Fernàndez i López (Sabadell, 22 de juny de 1943) és un estudiós de la història de Sabadell i el rodal. És net de Lluís Fernández Cabello.

## Biografia
Lluís Fernàndez va néixer a la Creu Alta, fill de Raimond Fernàndez Recasens i de Maria López Domènech. Professionalment, s'ha dedicat a la venda de roba primer i a la de cortines després. El 17 d'octubre de 1967 es va afiliar al Centre Excursionista Sabadell i ha continuat vinculat sempre més a l'excursionisme local. El 1989 va ser un dels fundadors de la Secció d'Història de la UES, de la qual és president. També presideix l'associació Amics de l'Art Romànic (AAR) de Sabadell i la Comunitat de Regants de la Séquia Monar (Zona Horta Vella) de Sabadell, d'on és hortolà.
Entusiasta i estudiós de Sabadell i el rodal, ha col·laborat des del primer dia en l'elaboració i redacció del calendari de la UES –Sabadell ahir–, dels Fulls d’història local i de les Notes de camí, a més de col·laborar en el Butlletí de la UES d’ençà de 1989. És autor del text Petit recorregut PR-C30 de Sant Nicolau de Sabadell a Sant Llorenç Savall (1986); de la recerca Els Jardinets: intervenció arqueològica 1988. Recull de dades i gràfics (1988); dels Set itineraris per les fonts del rodal de Sabadell (UES, 1990); del llibre Itineraris pel rodal de Sabadell (UES, 2004) –que conté un "Diccionari del rodal"–; dels treballs de toponímia del mapa El rodal de Sabadell (UES, 1995 i 2008) i de l’Estudi de la toponímia del riu Ripoll i posterior Relació de topònims del Mapa del Ripoll (1998). També va redactar part del llibre Quatre itineraris pel Ripoll a Sabadell (Amics del Ripoll, 2004) i en va ser cocoordinador. És el redactor principal i coordinador de l'edició del llibre 100 anys d'excursionisme a Sabadell. 1908-2008 (2014). També ha publicat articles, sol o en col·laboració, a Arraona. Revista d'història, a Vallesos, al Diari de Sabadell, a Penell de Sabadell, etc., sovint sota el pseudònim de Lluís Font. Així mateix, va col·laborar en l'elaboració del volum XVIII de l'obra Catalunya romànica, dedicat al Vallès.
En el camp de la imatge, ha estat un dels fundadors de l’Arxiu Fotogràfic de la UES (AFUES), el 1990. Són seves moltes de les imatges del Riu Ripoll, joc de memòria (Amics del Ripoll, 2006). La seva afició al vídeo el portà a col·laborar amb Manel Galícia en reportatges d’activitats de la UES, el més difós dels quals és 7 itineraris per les fonts del rodal de Sabadell (1989). En solitari, ha produït més d’un centenar de reportatges d’excursions pel rodal, pel Principat i la Franja de Ponent, com també per la Catalunya del Nord i Occitània. És autor també del vídeo i DVD La Vall Fosca, produït per ell mateix.